# Hockey su ghiaccio al XV Festival olimpico invernale della gioventù europea
L'hockey sul ghiaccio al XV Festival olimpico invernale della gioventù europea si è svolto, per quanto riguarda il torneo maschile, dal 13 al 17 dicembre a Kajaani, in Finlandia. Il torneo femminile si è svolto dal 21 al 25 marzo, sempre nella città di Kajaani. 

## Podi

### Ragazzi
| Evento                     | Oro       | Argento     | Bronzo |
| Torneo maschile (dettagli) | Finlandia | Bielorussia | Russia |

### Ragazze
| Evento                      | Oro       | Argento | Bronzo    |
| Torneo femminile (dettagli) | Rep. Ceca | Svezia  | Finlandia |

## Medagliere
| Pos. | Paese       | Oro | Argento | Bronzo | Totale |
| ---- | ----------- | --- | ------- | ------ | ------ |
| 1    | Finlandia   | 1   | 0       | 1      | 2      |
| 2    | Rep. Ceca   | 1   | 0       | 0      | 1      |
| 3    | Bielorussia | 0   | 1       | 0      | 1      |
| 3    | Svezia      | 0   | 1       | 0      | 1      |
| 5    | Russia      | 0   | 0       | 1      | 1      |